# Ove Erik Eriksson
Ove Erik Eriksson   (ur. 6 lipca 1935 w Sztokholmie) – szwedzki mykolog pracujący na wydziale ochrony środowiska Uniwersytetu w Umeå.
Zajmuje się zwłaszcza porostami i ma duży wkład w zakresie taksonomii grzybów. M.in. utworzył wiele nowych taksonów grzybów. Przy nazwach naukowych utworzonych przez niego taksonów dodawany jest skrót jego nazwiska O.E. Erikss.